# Municipio de Lamar (condado de Madison)
El municipio de Lamar (en inglés: Lamar Township) es un municipio ubicado en el condado de Madison en el estado estadounidense de Arkansas. En el año 2010 tenía una población de 949 habitantes y una densidad poblacional de 13,02 personas por km².

## Geografía
El municipio de Lamar se encuentra ubicado en las coordenadas 36°1′59″N 93°54′34″O / 36.03306, -93.90944. Según la Oficina del Censo de los Estados Unidos, el municipio tiene una superficie total de 72.88 km², de la cual 72,55 km² corresponden a tierra firme y (0,45 %) 0,33 km² es agua.

## Demografía
Según el censo de 2010, había 949 personas residiendo en el municipio de Lamar. La densidad de población era de 13,02 hab./km². De los 949 habitantes, el municipio de Lamar estaba compuesto por el 93,99 % blancos, el 1,16 % eran amerindios, el 0,42 % eran asiáticos, el 1,9 % eran de otras razas y el 2,53 % eran de una mezcla de razas. Del total de la población el 3,58 % eran hispanos o latinos de cualquier raza.